# 제21회 서울국제대안영상예술페스티벌
제21회 서울국제대안영상예술페스티벌은 2021년 8월 19일에 열린 시상식이다.

## 수상 및 후보

### 최우수 한국구애상
- 내부의 타자 - 노한나 수상

### 최우수 글로컬구애상
- 폭풍우가 오고 있다 - 자비에 페르난데 반케즈 수상

### 최우수 뉴미디어시어터구애상
- Housemates - CHOI Sorin 수상

### 관객구애상
- 공차적응 - 윤정원 수상

### 관객상
- valley of wounds - jae hoon,CHOI 수상

### 낯설고설레는인간
- 작은 독립영화사의 흥망성쇠 - 장 뤽 고다르
- 빛 공간 물질 - 데이비드 스자우더
- B.T.R - 니나 E 숀내팰드
- 내 눈을 피할 수 없어 - 데이브 크리펜도르프
- 아타라 - 아미르 파탈
- 뒤집힌 세상 - AES+F
- 희생제의 - 테오 에셰투
- 트랜스옥시아나 드림 - 알마굴 멘리바예바
- 정상성(작업중) - 히토 스테옐
- 기억이 나를 속일 수 있는 것처럼 - 마르셀 오덴바흐
- 여자를 위한 춤 - 울리케 로젠바흐
- 선 인 유어 헤드 - 볼프 보스텔
- La Course a la saucisse - 알리스 기-블라쉐
- Le Lit a roulette - 알리스 기-블라쉐

### 대항기억과 몸짓의 재구성
- 댄스, 걸, 댄스 - 도로시 아즈너
- 감각이 실재다: 이본느 라이너의 삶 - 잭 월쉬
- 여성에 관한 영화 - 이본느 라이너
- 퍼포머의 삶 - 이본느 라이너
- 조개와 성직자 - 제르만 뒬락
- DISQUE 957 - 제르만 뒬락
- 미소 짓는 마담 보데 - 제르만 뒬락
- 아라베스크 - 제르만 뒬락
- Le Billet de banque - 알리스 기-블라쉐
- Sur la barricade - 알리스 기-블라쉐
- [[Alice Guy tourne une phonosc�ne]] - 알리스 기-블라쉐
- 페미니즘의 결과 - 알리스 기-블라쉐
- 식탐 - 알리스 기-블라쉐
- Questions indiscretes - 알리스 기-블라쉐
- Chez le photographe - 알리스 기-블라쉐
- 모자와 소시지를 만드는 자동 기계 - 알리스 기-블라쉐
- Avenue de l뭥pera - 알리스 기-블라쉐
- 20세기의 수술 - 알리스 기-블라쉐
- 최면 술사의 집에서 - 알리스 기-블라쉐
- 자연스럽게!: 알리스 기-블라쉐의 숨은 이야기 트레일러 - 파멜라 그린

### 글로컬신작전
- 재춘언니 - 이수정
- 히든 플레이스 - 라주형
- 코리도라스 - 류형석
- 우리집 - 이오은
- 종착역 - 권민표 외 1명
- The Future of Futures 1 - 박유정
- 모든 것이 다르게 될 때까지 - 홍지영
- 1021 - 노영미
- 감각의 부재에 대한 감각의 부재 - 우박
- 안에 있는 자, 밖에 있는 자 - 정현석
- 달과 포크 - 신나리
- 열두살 - 박성진
- 다신, 태어나, 다시 - 전규리
- 흰담비들 - 이주연
- 1959년의 김시스터즈 - 숙자, 애자, 민자 언니들에게 - 전채린
- 손, 기억, 모자이크 - 박은선
- 생존에서 너에게로 - 디나 미미 외 1명
- 폭동 이후, 해방 전에 - 청홍아이유
- 녹음이 빛나는 일대기 - 박지현
- 고양이는 자는 척을 할까 - 장윤미
- cruiser - 정다혜
- 셀 스코프 - 권희수
- 공차적응 - 윤정원
- 조에아 - 유채정
- 가양7단지 - 서예향
- 파이어 하트 - 하난 벤 시몬 외 1명
- 내부의 타자 - 노한나
- Useless stories2 - 노풀잎 외 1명
- Mr. Kim, icy spring, 2020 - 최주연

### 한국구애전
- 바다가 숲을 보낼 때 - 광리 리우
- 바빌링가 - 파비엔 다오
- 폭풍우가 오고 있다 - 자비에 페르난데 반케즈
- TIO - 후안 메디나
- 아름다운 나라는 없다 - 린드라 마리 호프만
- 아우슈비츠의 죽은 아이들을 위한 노래 - 에두아도 소투로 가르시아
- 그러므로 나는 동물이다 - 베아 드 비서
- 심해 - 사치오 바노
- 리카라케 - 레베카 블로셔
- 껍질 - 사무엘 패트히 외 1명
- #boza - 세브린 사주 외 1명
- 망명 1년 - 말라즈 우스타
- 길고양이 버리기 - 이다현
- 무제#1 - 라파엘
- 에바 마리의 눈물 - 에바 마리
- 인터뷰 - 한나 자라리
- 노래 중의 노래 - 앙드레 골드버그
- 원자력 - HNV 콜렉티브
- 속바지 - 사만다 무어
- 부분교차로1 - 조승호
- 유동성 - 티모 브렌덴버그
- 무칼랍에서 온 메세지 - 주디스 웨스터벨드
- 같음/다름/둘 다/둘 다 아님 - 애드리에나 바보사 외 1명
- P-9830 - 미치엘 반 바켈
- 나의 귀신이 있다 - 마테오 베가
- 팬데믹 시기의 모니터남자 - 야시네 카레드
- 인사이드 - 파울로 블리토즈
- 거리 측정 - 수시 지구프

### 아시아 대안YOUNG전:지금-여기
- 홍제천아 놀자 - 조광희
- 방귀 자동차 - 조광희
- 포크레인 코끼리 - 정지숙
- 쇼팽이미지에튀드 - 오재형
- 칸딘스키의 현대적 재해석 - 오버레이
- Are You OK? - 신소영
- the fish - 박경미
- 세상에서 가장 어깨가 넓은 사람 - 김미수

### 마을가게미술관특별전
- 각자의 방식 - 김시연 와 1명
- 그림자 도시 - 권혜원
- 죽은 산의 냉철한 새 #03 - 신이피
- 죽은 산의 냉철한 새 #02 - 신이피
- 의정부 도시-느린사유 - 조광희
- Water, Memories - 김석범
- 철의 바다 - 권혜원
- 세이프 서치 – 에피소드 1 - 윤소린
- 데이터 장례식 - 가오 웬치엔
- 부재중 - 박한나
- 가죽가방의 소녀 - 이상균 외 1명
- 등 뒤로 맞대고 - 이주연
- 언어교환 - 강지연
- 내 친구에게 너의 친구로 부터 - 체 에스피리투

### 칠레 비디오예술 특별전
- opticon - 오재우
- Drive - 김시연 외 1명
- 침엽수 - 서원태
- 손의 대화 - 김현주
- 이카루스의 시선 - 김현주ex-media
- 오렌지투블루_노인과바다 - 박윤주
- 두번째 에피소드, 곰팡이 곰팡을 반성하지 않는 것처럼 - 송주원
- 내세 - 차지량
- 기이한 풍경 - 허병찬
- 신도시를 위한 랩소디 - 송주원